# Михайло Пупін
Миха́йло Пу́пін (серб. Михајло Идворски Пупин; 9 жовтня 1858 — 12 березня 1935) — американський фізик і фізхімік сербського походження. Михайло Пупін найбільше відомий численними винаходами, в тому числі способом збільшення дальності передачі телеграфних і телефонних повідомлень по кабелях зв'язку штучним збільшенням їх індуктивності, який отримав назву Пупінізація. Пупін був одним із засновників Національного консультативного комітету з повітроплавання (NACA), який був попередником НАСА.

## Життєпис
Михайло Пупін народився 4 жовтня 1858 року в селі Ідвора поблизу Панчево в родині неписьменного селянина. Його батька звали Костянтин, а мати Олімпіада. Пупін мав чотирьох братів та п'ять сестер. Навчався в початковій школі в своєму селі, пізніше в німецькій початковій школі в Перлезі. Місцевий протопоп бачачи величезний талант та потенціал Пупіна, вплинув на органи місцевої влади, щоб ті надали його учню стипендію.
Через свою діяльність в русі «сербської молоді», в якого на той час було багато проблем з австро-угорськими властями, Пупіну довелося покинути Панчево. У 1872 році він відправився в Прагу, де продовжив навчання, закінчивши шостий і першу половину сьомого навчального року. Після раптової смерті батька в березні 1874 року шістнадцятирічний Пупін кинув свою освіту в Празі через фінансові проблеми і переїхав до Сполучених Штатів Америки.

### Навчання в Америці та докторська дисертація
Наступні п'ять років Пупін працював різноробочим, водночас вивчаючи англійську, грецьку та латинську мови. Після трьох років різних курсів, восени 1879 року він успішно пройшов вступні екзамени і поступив до Колумбійського коледжу, де зарекомендував себе як винятковий спортсмен і науковець. Друг Пупіна передбачив, що його статура зробить його чудовим веслярем, і що Колумбійський коледж робитиме все для хорошого весляра. Популярний студент, він був обраний президентом свого класу під час першого навчального року. Пупін закінчив коледж з відзнакою в 1883 році та отримав американське громадянство в той самий рік.
Михайло Пупін захистив докторську дисертацію в Берлінському університеті, а 1889 року повернувся до Колумбійського університету, щоб стати викладачем фізики в новоствореній кафедрі електротехніки.

### Зв'язки з Сербією
У 1912 році Королівства Сербії призначило Пупіна своїм почесним консулом в США, цю посаду він займав до 1920 року.

### Приватне життя
Після переїзду в Америку, він змінив своє ім'я на Майкл Ідворський Пупін, підкреслюючи своє походження. У 1888 році він одружився з американкою Сарою Катарін Джексон з Нью-Йорка, з якою в них була дочка на ім'я Барбара. Вони були одружені протягом восьми років, його дружина померла від пневмонії.

### Смерть
Михайло Пупін помер у місті Нью-Йорк в 1935 році у віці 76 і похований на Вудлонському цвинтарі.
Пупін включений до списку 100 найзнаменитіших сербів.

## Патенти
Пупін написав близько 70 технічних статей і оглядів, йому також належить 34 патенти.